# Fallschirmjäger-Regiment Hübner
Das Fallschirmjäger-Regiment Hübner, auch Kampfgruppe Hübner, wurde im August 1944 gebildet und im September der Fallschirmjäger-Division Erdmann angegliedert. Das Regiment operierte von November 1944 bis März 1945 als unabhängige Kampfgruppe und wurde danach als Fallschirmjäger-Regiment 24 (kurz: Fsjg.-Rgt. 24) umbenannt und der 8. Fallschirmjäger-Division angegliedert.

## Kommandeur
Oberstleutnant Friedrich Hübner führte vorher das II. Bataillon/Fallschirmjäger-Regiment 5, das als Teil der Brigade Ramcke im Afrikafeldzug eingesetzt worden war.
Nach dem Krieg diente er einige Jahre in der Bundeswehr, bis er pensioniert wurde.

## Organisation
Das FJR Hübner bestand aus zwei Feldbataillonen. Ein drittes sollte gebildet werden, erreichte aber keine Gefechtsbereitschaft. Anfänglich war das dritte Bataillon in Sint Odiliënberg und Melick.

## Einsätze
Im Dezember 1944 wurden sowohl das Fallschirmjäger-Ersatz- und Ausbildungsregiment Hübner als auch das Fallschirm-Ersatz-Regiment Müller, als Kampfgruppe Hübner und Kampfgruppe Müller nach Roermond entsandt, um die 176. Infanterie-Division, deren Frontlinie an der Maas verlief, zu verstärken.
Im Januar 1945 wurde das Regiment der 15. Armee unterstellt und bezogen an der Maas Stellungen, um die nördliche Flanke des. XII. SS-Armeekorps zu decken.
Am 16. Januar begannen drei britische Kampfgruppen die Operation Blackcock, mit dem Ziel, das sogenannte Ruhr-Dreieck zwischen Roermond, Sittard und Heinsberg einzunehmen. Dies gelang den Briten innerhalb von zwölf Tagen trotz extremer Kälte und teils schlechtem Wetter.

## Hübners Verteidigung von Sint Joost
Das Gefecht um das niederländische Dorf Sint Joost (51° 7′ N, 5° 54′ O) war ein Wendepunkt der Operation Blackcock.
Nach vier Gefechtstagen war den Deutschen sehr wohl bewusst, dass sich der Vormarschplan der Panzerdivision sehr auf Straßen stützte, vor allem wegen der widrigen winterlichen Bedingungen.
Sint Joost lag am Vormarschweg der britischen 7. UK Panzerdivision (auch „Desert Rats“) auf ihrem Weg Richtung Montfort (51° 8′ N, 5° 57′ O).
Am 20. Januar begannen bei kaltem und nebligem Wetter Infanterie- und Panzerverbände der 'Desert Rats' einen ersten Angriff auf die in Sint Joost vermuteten zwei deutschen Kompanien des FJR Hübner. Letztlich brauchten sie vier Angriffswellen, um das Dorf zu erobern; die letzte fand am Sonntag, den 21. Januar, statt. Flammenwerfer-Churchill-Panzer „Crocodile“ trugen maßgeblich zu der Eroberung bei und setzten viele Häuser in Flammen.
Insgesamt wurden 60 deutsche Fallschirmjäger gefangen genommen. Die 9th Durham Light Infantry zählte in Sint Joost 33 Gefallene; die '1st Rifle Brigade' 34. Über 100 deutsche Soldaten starben, die meisten von ihnen beim erbitterten Häuserkampf. Die überlebenden deutschen Soldaten wagten sich nur im Schutz von Zivilisten aus den Kellern, weil sie fürchteten, von den Siegern erschossen zu werden. Hübner hatte durch Tod oder Gefangennahme fast zwei Kompanien verloren.
Im Februar 1945 wurde die Kampfgruppe Hübner zum 'Fallschirmjäger Regiment 24' (FJR 24) ernannt und blieb unter dem Kommando von Oberstleutnant Hübner.
Im März 1945 wurde sie dem Kommando von Major Zander unterstellt. Das FJR 24 versuchte, den britischen Vormarsch Richtung Bremen aufzuhalten und ergab sich britischen Truppen im April 1945 südlich davon.